# Esqui cross-country nos Jogos Olímpicos de Inverno de 1924
O esqui cross-country nos Jogos Olímpicos de Inverno de 1924 teve duas provas: de 50 km e de 18 km. Ambas foram disputadas apenas por homens.

## Medalhistas
Masculino
| Evento         | Ouro                      | Prata                            | Bronze                           |
| -------------- | ------------------------- | -------------------------------- | -------------------------------- |
| 18 km detalhes | Thorleif Haug NOR Noruega | Johan Grøttumsbråten NOR Noruega | Tapani Niku FIN Finlândia        |
| 50 km detalhes | Thorleif Haug NOR Noruega | Thoralf Strømstad NOR Noruega    | Johan Grøttumsbråten NOR Noruega |

## Quadro de medalhas
| Ordem | País          | Medalha de ouro | Medalha de prata | Medalha de bronze |   | Ordem por total |
| ----- | ------------- | --------------- | ---------------- | ----------------- | - | --------------- |
| 1     | NOR Noruega   | 2               | 2                | 1                 | 5 | 1               |
| 2     | FIN Finlândia |                 |                  | 1                 | 1 | 2               |
| TOTAL | TOTAL         | 2               | 2                | 2                 | 6 | —               |

## Países participantes
| - TCH Checoslováquia (6) - USA Estados Unidos (4) - FIN Finlândia (5) - FRA França (8) - HUN Hungria (3) - ITA Itália (7) | - YUG Iugoslávia (4) - LAT Letônia (1) - NOR Noruega (5) - POL Polônia (3) - SWE Suécia (6) - SUI Suíça (7) |